# Сигачи
Сига́чи (чув. Шӑхач) — деревня в Батыревском районе Чувашской Республики.
(Шăхач — в прошлом — Тархановской волости Буинского уезда Симбирской губернии).
В отличие от соседних селений здесь совместно проживали не только чуваши, но и мордва (эрзя) и русские. Ранее деревня называлась Сигачево. Основана достаточно давно. В 1868 году, ко времени становления Памятной книги Симбирской губернии, там было 26 дворов. Точно не известно, откуда происходят основатели д. Сигачи. В прошлом по соседству с д. Сигачи имелись две деревни — Верхнее Тюнсюрево и Нижнее Тюнсюрево, которые в 1955 году были исключены из списка населённых пунктов, как слившиеся с Сигачами. Основателями их были переселенцы из Сюндырь — Сĕнтĕр, переименованного 18 июня 1858 по указу императора Александра II в Маринский Посад.

## Население
| 2010 | 2012 |
| ---- | ---- |
| 603  | ↗752 |